# Mary Margaret O'Reilly
Pour les articles homonymes, voir O'Reilly.
Mary Margaret O'Reilly, née le 14 octobre 1865 à Springfield et morte le 6 décembre 1949 à Washington, est une fonctionnaire américaine qui a servi comme directrice adjointe de l'United States Mint (agence qui produit et met en circulation les pièces de monnaie américaines) de 1924 à 1938.
À son époque, c'est une des femmes fonctionnaires américaines ayant le plus de responsabilités.